# Lista över Marockos premiärministrar
Konungariket Marockos premiärminister (Franska: Premier ministre du Royaume du Maroc) är Marockos regeringschef. Premiärministern utses av Marockos kung. Den nuvarande premiärministern är sedan den 7 oktober 2021 Aziz Akhannouch.

## Lista över Marockos regeringschefer
| Nr                                        | Regeringschef          | Regeringschef          | Född-Död  | Period — Parlamentsval | Period — Parlamentsval | Politiskt parti                                                                           | Noteringar                                                                   |
| ----------------------------------------- | ---------------------- | ---------------------- | --------- | ---------------------- | ---------------------- | ----------------------------------------------------------------------------------------- | ---------------------------------------------------------------------------- |
| Franska protektoratet Marocko (1955-1956) |                        |                        |           |                        |                        |                                                                                           |                                                                              |
| 1                                         | Bekkay                 | Mbarek Bekkay          | 1907–1961 | 7 december 1955        | 2 mars 1956            | Oberoende                                                                                 | Marockos första premiärminister; Självständighet från Frankrike och Spanien. |
| 1                                         | Bekkay                 | Mbarek Bekkay          | 1907–1961 | —                      |                        | Oberoende                                                                                 | Marockos första premiärminister; Självständighet från Frankrike och Spanien. |
| Sultanatet Marocko (1956-1957)            |                        |                        |           |                        |                        |                                                                                           |                                                                              |
| (1)                                       | Bekkay                 | Mbarek Bekkay          | 1907–1961 | 2 mars 1956            | 14 augusti 1957        | Oberoende                                                                                 |                                                                              |
| (1)                                       | Bekkay                 | Mbarek Bekkay          | 1907–1961 | —                      |                        | Oberoende                                                                                 |                                                                              |
| Konungariket Marocko (1957-)              |                        |                        |           |                        |                        |                                                                                           |                                                                              |
| (1)                                       | Bekkay                 | Mbarek Bekkay          | 1907–1961 | 14 augusti 1957        | 12 maj 1958            | Oberoende                                                                                 |                                                                              |
| (1)                                       | Bekkay                 | Mbarek Bekkay          | 1907–1961 | —                      |                        | Oberoende                                                                                 |                                                                              |
| 2                                         | Ahmed Balafrej         | Ahmed Balafrej         | 1908–1990 | 12 maj 1958            | 16 december 1958       | Istiqlal                                                                                  |                                                                              |
| 2                                         | Ahmed Balafrej         | Ahmed Balafrej         | 1908–1990 | —                      |                        | Istiqlal                                                                                  |                                                                              |
| 3                                         | Ibrahim                | Abdallah Ibrahim       | 1918–2005 | 16 december 1958       | 20 maj 1960            | Istiqlal/ Nationella unionen för folkliga styrkor                                         |                                                                              |
| 3                                         | Ibrahim                | Abdallah Ibrahim       | 1918–2005 | —                      |                        | Istiqlal/ Nationella unionen för folkliga styrkor                                         |                                                                              |
| —                                         | Mohammed V             | Mohammed V             | 1909–1961 | 20 maj 1960            | 26 februari 1961       | Direktstyrt av Marockos kung                                                              | Avled till följd av en operation.                                            |
| —                                         | Mohammed V             | Mohammed V             | 1909–1961 | —                      |                        | Direktstyrt av Marockos kung                                                              | Avled till följd av en operation.                                            |
| —                                         | Hassan II              | Hassan II              | 1929–1999 | 26 februari 1961       | 13 november 1963       | Direktstyrt av Marockos kung                                                              | 1:a gången.                                                                  |
| —                                         | Hassan II              | Hassan II              | 1929–1999 | —                      |                        | Direktstyrt av Marockos kung                                                              | 1:a gången.                                                                  |
| 4                                         | Bahnini                | Ahmed Bahnini          | 1909–1971 | 13 november 1963       | 7 juni 1965            | Fronten för försvar av konstitutionella institutioner/ Demokratiska socialistiska partiet |                                                                              |
| 4                                         | Bahnini                | Ahmed Bahnini          | 1909–1971 | 1963                   |                        | Fronten för försvar av konstitutionella institutioner/ Demokratiska socialistiska partiet |                                                                              |
| —                                         | Hassan II              | Hassan II              | 1929–1999 | 7 juni 1965            | 7 juli 1967            | Direktstyrt av Marockos kung                                                              | 2:a gången.                                                                  |
| —                                         | Hassan II              | Hassan II              | 1929–1999 | —                      |                        | Direktstyrt av Marockos kung                                                              | 2:a gången.                                                                  |
| 5                                         | Benhima                | Mohamed Benhima        | 1924–1992 | 7 juli 1967            | 6 oktober 1969         | Oberoende                                                                                 |                                                                              |
| 5                                         | Benhima                | Mohamed Benhima        | 1924–1992 | —                      |                        | Oberoende                                                                                 |                                                                              |
| 6                                         | Laraki                 | Ahmed Laraki           | 1931–2020 | 6 oktober 1969         | 6 augusti 1971         | Oberoende                                                                                 |                                                                              |
| 6                                         | Laraki                 | Ahmed Laraki           | 1931–2020 | —                      |                        | Oberoende                                                                                 |                                                                              |
| 7                                         | Lamrani                | Mohammed Karim Lamrani | 1919–2018 | 6 augusti 1971         | 2 november 1972        | Oberoende                                                                                 | 1:a gången.                                                                  |
| 7                                         | Lamrani                | Mohammed Karim Lamrani | 1919–2018 | —                      |                        | Oberoende                                                                                 | 1:a gången.                                                                  |
| 8                                         | Osman                  | Ahmed Osman            | 1930–     | 2 november 1972        | 22 mars 1979           | RNI                                                                                       | Marockos längst sittande premiärminister.                                    |
| 8                                         | Osman                  | Ahmed Osman            | 1930–     | 1977                   |                        | RNI                                                                                       | Marockos längst sittande premiärminister.                                    |
| 9                                         | Maati Bouabid          | Maati Bouabid          | 1927–1996 | 22 mars 1979           | 30 november 1983       | Konstitutionella unionen                                                                  |                                                                              |
| 9                                         | Maati Bouabid          | Maati Bouabid          | 1927–1996 | —                      |                        | Konstitutionella unionen                                                                  |                                                                              |
| (7)                                       | Lamrani                | Mohammed Karim Lamrani | 1919–2018 | 30 november 1983       | 30 september 1986      | Oberoende                                                                                 | 2:a gången.                                                                  |
| (7)                                       | Lamrani                | Mohammed Karim Lamrani | 1919–2018 | 1984                   |                        | Oberoende                                                                                 | 2:a gången.                                                                  |
| 10                                        | Laraki                 | Azzeddine Laraki       | 1929–2010 | 30 september 1986      | 11 augusti 1992        | Oberoende                                                                                 |                                                                              |
| 10                                        | Laraki                 | Azzeddine Laraki       | 1929–2010 | —                      |                        | Oberoende                                                                                 |                                                                              |
| (7)                                       | Lamrani                | Mohammed Karim Lamrani | 1919–2018 | 11 August 1992         | 25 May 1994            | Oberoende                                                                                 | 3:e gången.                                                                  |
| (7)                                       | Lamrani                | Mohammed Karim Lamrani | 1919–2018 | 1993                   |                        | Oberoende                                                                                 | 3:e gången.                                                                  |
| 11                                        | Abdellatif Filali      | Abdellatif Filali      | 1928–2009 | 25 maj 1994            | 4 februari 1998        | Oberoende                                                                                 |                                                                              |
| 11                                        | Abdellatif Filali      | Abdellatif Filali      | 1928–2009 | —                      |                        | Oberoende                                                                                 |                                                                              |
| 12                                        | Abderrahmane Youssoufi | Abderrahmane Youssoufi | 1924–2020 | 4 februari 1998        | 9 oktober 2002         | Socialistisk union                                                                        |                                                                              |
| 12                                        | Abderrahmane Youssoufi | Abderrahmane Youssoufi | 1924–2020 | 1997                   |                        | Socialistisk union                                                                        |                                                                              |
| 13                                        | Driss Jettou           | Driss Jettou           | 1945-     | 9 oktober 2002         | 19 september 2007      | Oberoende                                                                                 |                                                                              |
| 13                                        | Driss Jettou           | Driss Jettou           | 1945-     | 2002                   |                        | Oberoende                                                                                 |                                                                              |
| 14                                        | Abbas El Fassi         | Abbas El Fassi         | 1940-     | 19 september 2007      | 29 november 2011       | Istiqlal                                                                                  | Protesterna i Marocko 2011-2012; Konstitutionsomröstningen 2011.             |
| 14                                        | Abbas El Fassi         | Abbas El Fassi         | 1940-     | 2007                   |                        | Istiqlal                                                                                  | Protesterna i Marocko 2011-2012; Konstitutionsomröstningen 2011.             |
| 15                                        | Abdelilah Benkirane    | Abdelilah Benkirane    | 1954-     | 29 november 2011       | 5 april 2017           | Rättvise- och utvecklingspartiet                                                          | Protesterna i Marocko 2011-2012.                                             |
| 15                                        | Abdelilah Benkirane    | Abdelilah Benkirane    | 1954-     | 2011                   |                        | Rättvise- och utvecklingspartiet                                                          | Protesterna i Marocko 2011-2012.                                             |
| 16                                        | Saadeddine Othmani     | Saadeddine Othmani     | 1956-     | 5 april 2017           | 7 oktober 2021         | Rättvise- och utvecklingspartiet                                                          |                                                                              |
| 16                                        | Saadeddine Othmani     | Saadeddine Othmani     | 1956-     | 2017                   |                        | Rättvise- och utvecklingspartiet                                                          |                                                                              |
| 16                                        | Aziz Akhannouch        | Aziz Akhannouch        | 1961-     | 7 oktober 2021         | Nuvarande              | Rassemblement National des Indépendants                                                   |                                                                              |
| 16                                        | Aziz Akhannouch        | Aziz Akhannouch        | 1961-     |                        |                        | Rassemblement National des Indépendants                                                   |                                                                              |